# 小樽信用金庫

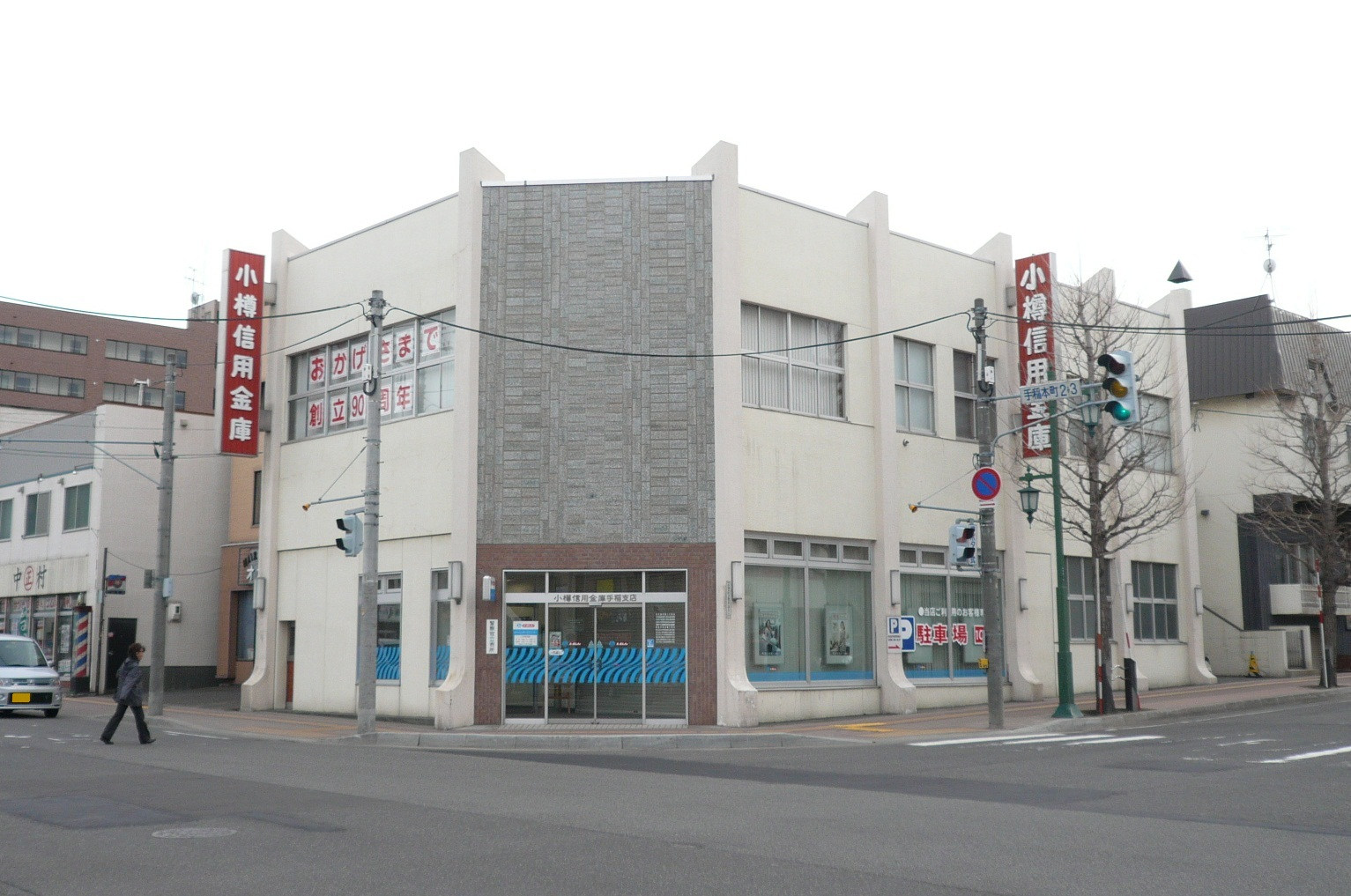
手稲支店（2012年4月）
（現・北海道信用金庫手稲駅前支店）

小樽信用金庫（おたるしんようきんこ、英語：Otaru Shinkin Bank）とは、かつて北海道小樽市に本店を置き営業していた信用金庫である。愛称「たるしん」。 2018年1月1日に札幌信用金庫、北海信用金庫と合併し、北海道信用金庫（しんきん北海道）として発足した。

## 概要
たるしんは小樽市に本店を置き、主に後志主要1市3町（小樽市・余市町・岩内町・倶知安町）を中心に営業活動が行われている。支店は小樽市内と岩内町のほか、札幌市にも設置している。営業エリアは、後志管内全域と石狩管内の一部となっている。
北海道拓殖銀行（拓銀）経営破綻の際、旭川市など道内主要都市では、拓銀に代わる指定金融機関として地元信金を指定する動きもあった。小樽市の場合、同市発祥の北洋銀行が市指定金融機関に指定されていることから、たるしんは指定金融機関に申請しなかった（申請したのは他に北海道銀行）。ただし、小樽市水道・下水道及び産業廃棄物等処分の2事業会計では出納取扱金融機関の指定を受けている。
たるしんは小樽商工信用組合からの事業譲渡に伴い、2002年から2007年まで余市町に支店を置いていた。なお、かつて同町に本店を置いていた北海信用金庫（北海しんきん）（現・北海道信用金庫）も、小樽市内に支店網を持っていた。
たるしんの自己資本比率は2009年（平成21年）3月末時点で9.85%にまで落ち込み一時10%を割ったが、同年9月末時点では10.16%と10%台を回復し持ち直しつつある。

## 沿革
- 1921年2月 - 有限責任小樽市街地信用組合として設立。
- 1921年10月 - 有限責任小樽市信用組合に名称変更。
- 1950年4月 - 信用協同組合に転換・改組。
- 1951年10月 - 信用金庫に転換、小樽信用金庫に改組。
- 1980年5月 - 現在の本店がオープン。
- 2000年5月 - 郵便局（現・ゆうちょ銀行）とのATM相互利用提携を開始。
- 2002年3月4日 - 同市内に本店のあった小樽商工信用組合の事業の全部を譲り受ける。同時の6支店の営業譲渡も受ける。
- 2004年10月 - 新琴似支店を閉鎖し、八軒支店に統合される。
- 2005年9月 - 西野・八軒両支店を統合し、札幌西支店開店。
- 2007年9月18日 - 札幌支店と札幌西支店が統合。旧札幌西支店を札幌支店に改称。
- 2007年10月5日 - 余市支店を閉鎖し、10月9日に長橋支店に統合される。
- 2008年9月12日 - 倶知安支店を閉鎖し、9月16日に岩内支店に統合される。
- 2015年11月2日 - 2018年1月をめどに札幌信用金庫、北海信用金庫と対等合併することで基本合意したと発表[4][5][6][7]。合併後の名称は、「北海道信用金庫」[8]。
- 2018年1月1日 - 札幌信用金庫・小樽信用金庫と合併し「北海道信用金庫」となる。

## ATMサービス
- 休日稼動ATMにおける土曜日の利用は14時まで手数料無料となる。
- 自行キャッシュカードでの入金はATM稼動全時間帯において終日無料で扱っている。但し、他金融機関管理の共同ATMは除く。
- ATM利用提携としてはMICS、しんきんATMゼロネットサービス、ゆうちょ銀行の他、セブン銀行、イオン銀行との提携も実施している。

## totoの払い戻し店
- スポーツ振興くじ（toto）当選券の払い戻し店は、小樽市稲穂一丁目の本店のみで取り扱う。